# Frank Drebin
Franklin Drebin è un personaggio immaginario, protagonista della serie televisiva Quelli della pallottola spuntata e dell'omonima trilogia di film comici, creata da David Zucker, Jim Abrahams, Jerry Zucker (già autori del cult L'aereo più pazzo del mondo) e Pat Proft. È il personaggio che ha consacrato definitivamente Leslie Nielsen come attore comico. 

## Creazione
Leslie Nielsen, fino al suo ruolo in L'aereo più pazzo del mondo (1980), era noto per aver interpretato ruoli seri nel corso della sua lunga carriera. Zucker, Abrahams e Zucker pensavano che Leslie Nielsen sarebbe stato perfetto per il ruolo, poiché in precedenza aveva recitato in molti ruoli seri, in spettacoli come The Bold Ones: The Protectors e S.W.A.T., di cui il trio stava facendo una parodia. Il regista David Zucker ha mantenuto questa caratteristica facendo in modo che Nielsen continuasse a comportarsi seriamente come Drebin con tutto l'umorismo che accade intorno e dietro di lui. Zucker ha basato il suo personaggio su Lee Marvin e Clint Eastwood, mentre lo sceneggiatore Pat Proft ha scritto tutte le sue battute, senza che nulla fosse improvvisato. Il cognome Drebin è stato scelto a caso da Zucker da una rubrica.

## Caratteristiche
Frank Drebin è stato descritto come un "detective con un cuore d'oro e un cervello di legno" e "un anacronismo, un detective che è ignaro di quanto sia fuori dal tempo (e fuori dalla sua profondità)". Frank Drebin è un membro della Squadra di Polizia di Los Angeles, un dipartimento speciale delle forze di polizia, dove ha prestato servizio per molti anni. 
Nella serie TV originale, è un poliziotto competente e al contempo severo, che interpreta la spalla o l'uomo serio nella stravagante commedia che lo circonda. Frank è anche molto maldestro, il che ironicamente spesso gioca a suo favore. Causa molti problemi, spesso più di quelli che risolve, ma allo stesso tempo finisce sempre per salvare il giorno per fortuna. Frank tende a percepire le parole e le frasi in base al loro significato secondario, o a non coglierne il concetto. Nonostante tutto, possiede effettivamente la capacità di intuire anche senza alcun indizio se una persona sia meritevole o meno di fiducia, avendo sempre sospettato dall'inizio di coloro che, alla fine, sono risultati essere criminali. 
Nella serie TV tratta i suoi colleghi e le persone che aiuta con rispetto e mostra pietà per questi ultimi, anche se a volte provoca loro un po' di dolore involontario. Nel film, a differenza di persone come il suo amico con cui lavora, il capitano Ed Hocken (Alan North / George Kennedy), è un uomo molto schietto e poco comprensivo, quindi tende ad apparire freddo e insensibile nei confronti delle persone, se non addirittura cinico. Gli manca pietà e compassione verso le persone in difficoltà e con i funzionari che lo affrontano a causa dei suoi errori. Tutto ciò potrebbe essere dovuto alla notizia che Frank riceve da Ed nel primo film: la sua dedizione al lavoro di polizia ha indotto sua moglie a lasciarlo per un ginnasta olimpico. Mentre lavora sotto Ed, in Police Squad, lavora con Norberg (Peter Lupus). Nella trilogia, lavora con Nordberg (O. J. Simpson). Drebin ha ricoperto il grado di sergente, tenente detective e capitano. 
Il suo grande amore è Jane Spencer (Priscilla Presley), una donna bionda, affascinante e sensibile che conosce nel primo film, ex-segretaria del magnate Vincent Ludwig, che nel secondo film diventa sua moglie e nel terzo gli darà un figlio. Nel terzo film Jane convince Frank a lasciare la polizia, ma poiché l'inerzia della vita da pensionato influisce sulla sua potenza sessuale, alla fine decide di tornare a combattere il crimine. In ogni film egli narra i fatti che gli accadono in prima persona al passato ma poi si scopre, sempre nel terzo che la voce narrante è ciò che pensa nel momento in cui accade.

## Nemici
Nel corso della trilogia, Drebin affronta numerosi nemici.
Antagonisti principali:
- Vincent Ludwig: antagonista del primo film, è un milionario pagato dalla lega anti-americana per uccidere la regina Elisabetta II. Apparentemente generoso e rispettabile, aveva lavorato come imprenditore edile prima di divenire uno dei cittadini più influenti di Los Angeles. L'attentato fallisce e Ludwig muore cadendo da una terrazza dello stadio per poi venire schiacciato in sequenza da un camioncino, da un rullo compressore e da una banda musicale.
- Quentin Hapsburg: antagonista del secondo film, magnate dell'industria petrolifera. Per aumentare i fondi governativi forniti alla sua compagnia, la Hexagon Oil, fa rapire il dr. Albert Meinheimer, autorità nel campo dell'energia pulita, e lo fa sostituire da un sosia che durante un discorso ad una cena di gala raccomanderà l'uso dell'energia petrolifera, nucleare e carbonifera invece che solare, in modo da convincere il presidente lì presente a sostenerle. È anche il nuovo fidanzato di Jane e per questo Frank gli è immediatamente ostile. Quando il tenente di polizia riesce a liberare Meinheimer, Hapsburg cerca di far esplodere l'edificio in cui si tiene la conferenza con una piccola bomba atomica ma anche qui fallisce grazie a Frank. Miracolosamente sopravvissuto a una caduta di decine di piani, tenta quindi di andarsene, ma viene divorato da un leone scappato (sempre a causa di Frank) dallo zoo.
- Hector Savage: ex-pugile, sicario al soldo di Hapsburg. Rapisce il dr. Meinheimer e tenta di uccidere Jane, ma Frank lo ferma e lo fa accidentalmente scoppiare con un idrante.
- Rocco Dillon: antagonista del terzo film. L'unico dei tre antagonisti ad essere un criminale già noto alle autorità, cerca di causare un attentato dinamitardo durante la cerimonia degli Oscar.

## Accoglienza
Nel 2008, Frank Drebin è stato selezionato dalla rivista Empire come 55º nella sua classifica dei "100 più grandi personaggi cinematografici di tutti i tempi", e 74º nella loro lista più recente del 2019.
Nel 2000, TV Guide lo ha inserito nella lista dei 25 più grandi investigatori televisivi, classificandolo al 23º posto.
È stato anche nominato da UGO.com come uno dei 100 migliori eroi di tutti i tempi.
Ryan Lambie in Den of Geek sostiene che "La performance di Nielsen è così perfetta perché interpreta il ruolo del detective goffo e incapace quasi sempre senza se e senza ma; le situazioni in cui Drebin si trova possono essere assurde, ma il personaggio al centro di esse lo è del tutto serio" e che con la sua interpretazione impassibile, il personaggio di Nielsen avrebbe potuto benissimo essere preso direttamente da una delle serie televisive più serie degli anni '60 o '70.